# NGC 20
NGC 20 (również NGC 6, PGC 679 lub UGC 84) – galaktyka soczewkowata (E-S0 lub S0^-?), znajdująca się w gwiazdozbiorze Andromedy.
Została odkryta 18 września 1857 roku przez R.J. Mitchella (asystenta Williama Parsonsa), a odkrycie to zostało skatalogowane przez Johna Dreyera w New General Catalogue jako NGC 20. 20 września 1885 roku galaktykę obserwował też Lewis A. Swift, jednak błędnie obliczył jej pozycję i w rezultacie skatalogował ją jako nowo odkryty obiekt. Dreyer umieścił tę obserwację w swym katalogu pod numerem NGC 6, gdyż nie zdawał sobie sprawy z tego, że podana przez Swifta pozycja jest błędna, i że w rzeczywistości obserwował on ten sam obiekt co Mitchell.